# Андрей (Роборецкий)
Андрей Роборецкий (укр. Андрій Роборецький, англ. Andrew Roborecki), (12 декабря 1910, Великие Мосты — 24 октября 1982) — церковный деятель, епископ Украинской греко-католической церкви в Канаде, экзарх (1951—1956) и епископ (1956—1982) Саскатунский.

## Биография
Родом из Великих Мостов, Жолковского уезда (Галичина), в Канаду прибыл 1913. Богословское образование получил в Торонто в 1934 году. С 1948 года — епископ-помощник архиепископа Василия Ладыки в Виннипеге, с 1951 года — епископ  Саскатунской епархии.